# Lazar Bogićević
Lazar Bogićević (10 marzo 1992) è un giocatore di football americano serbo, che gioca nel ruolo di defensive lineman, linebacker e defensive back per i Belgrade Blue Dragons.